# Jan Steinhauser
Jan Rudolf Steinhauser (Nijmegen, 20 september 1944 – Amsterdam, 28 november 2022) was een Nederlands roeier. Hij vertegenwoordigde Nederland eenmaal op de Olympische Spelen, maar won bij die gelegenheid geen medailles.

## Levensloop
In 1968 maakte hij met zijn olympisch debuut op de Spelen van Mexico-Stad. Bij het roeionderdeel acht met stuurman finishte hij in de B-finale in een tijd van 6.14,18 en moest hiermee genoegen nemen met een achtste plaats. Steinhauser was in zijn actieve tijd aangesloten bij de Amsterdamse studentenroeivereniging ASR Nereus. 
Hij studeerde rechtswetenschappen en werd later jurist en bankier. Hij was bestuurder bij Stichting Dansersfonds. Steinhauser overleed in 2022 op 78-jarige leeftijd.

## Palmares

### roeien (acht met stuurman)
- 1968: 8e OS - 6.14,18